# ベル＝イル占領
ベル＝イル占領（ベル＝イルせんりょう、英語: Capture of Belle Île）は七年戦争中の1761年、イギリスによるフランスのブルターニュ海岸にあるベル＝イル＝アン＝メールへの遠征と占領。イギリスは2度上陸し、1度目は撃退されたが、スタッドホルム・ホジソンによる2度目の上陸は浜頭堡を得ることに成功した。イギリスはその後6週間の包囲を経てル・パレの城塞を落とした。フランスは本土から救援軍を出そうとしたがイギリスに制海権を握られていたので失敗した。
ベル＝イルはその後イギリスに2年間占領され、1763年のパリ条約によりフランスに返還された。

## 背景

### 1760年までの形勢

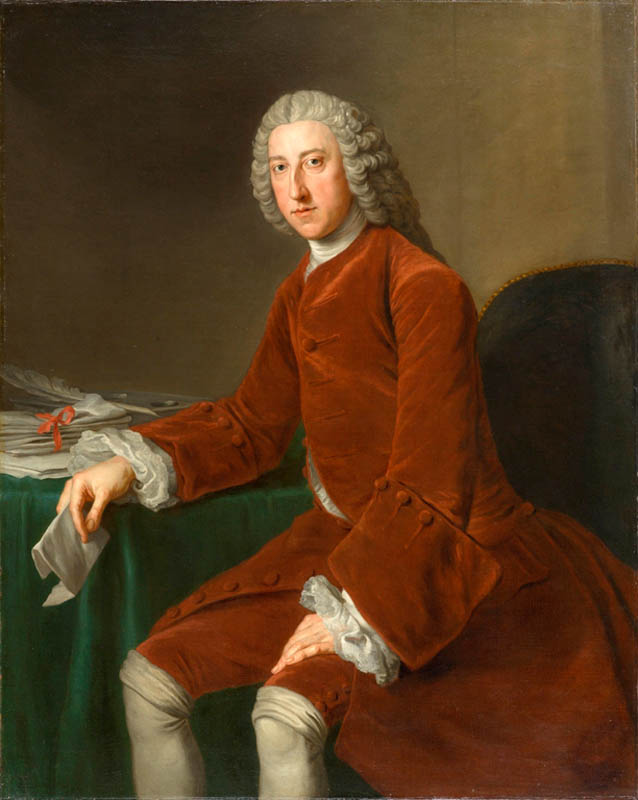
南部担当国務大臣のウィリアム・ピット。閣僚に反対者が続出した中、ベル＝イルへの遠征を熱烈に推進した。

フレンチ・インディアン戦争の勃発に続き、イギリスとフランス本国でも1756年にお互いに宣戦布告した。まずフランスがミノルカ島を占領したが、その後はイギリスのウィリアム・ピットが主導権を握ってフランス沿岸部を襲撃した（1757年のロシュフォール襲撃と1758年のシェルブール襲撃）。これらの襲撃の実効性は薄かったが、フランスの士気を大きく下げ、その対処としてフランスは多くの陸軍を沿岸部に配置せざるをえなかった。1758年のサン＝カス上陸が失敗すると、ピットは方針転換したが、フランス沿岸部へのさらなる襲撃の可能性も考慮に入れていた。
1759年、フランスはイギリスの本土侵攻を計画したが、ラゴスの海戦とキブロン湾の海戦に敗北、そしてほぼ戦争を通して行われたイギリスによるフランスの海上封鎖により計画を破棄せざるをえなかった。講和までの数年間、フランス海軍はほとんど錨を降ろしたままとなった。また、イギリスは1757年以降、フランスの植民地に攻撃を仕掛け、その多くを占領した。1760年の征服でカナダを占領すると、ピットはこれで財政難のフランスが和平に傾くと考えた。

### モーリシャス遠征計画
ピットはインド洋におけるフランスの海軍基地のモーリシャスへ遠征しようとしたが、和平会議が近いとの観測なので、彼は占領に時間がかかり、その報せが数か月経たなければヨーロッパに伝わってこないモーリシャスではなく、より手近で、占領されたイギリスかドイツ領土と交換できる場所を選びたかった。またスペイン参戦の可能性も考慮しなければならず、結局ピットはスペインの侵攻に備えてイギリス艦隊を本国近く留まらせたほうが得策という結論にたどりついた。

### ベル＝イル攻撃への方針転換
ピットはフランス海岸への遠征に方針転換した。ベル＝イルはロリアンやブルターニュの海軍基地にほど近く、占領することでビスケー湾の制海権も得られる。このため、ピットはベル＝イルの占領、およびフランス本土攻撃の基地としての転用を推進した。実はこのような攻撃は1760年10月にピットより1度提案したが、首相のニューカッスル公爵に強く反対され、国王ジョージ2世もドイツ戦線に集中すべきとして拒否した。 しかし年老いたジョージ2世が同月に死亡し、その孫ジョージ3世が即位したので、ピットは計画を再提出した。
当時最も尊敬されていた提督のアンソン男爵とエドワード・ホークは2人とも計画に反対したが、ピットは構わずに推進した。3月25日、ジョージ3世は秘密裏にベル＝イル遠征を裁可、陸軍の指揮官にスタッドホルム・ホジソンを、海軍の指揮官にゴレ島占領の経験があるオーガスタス・ケッペルを任命した。

## 経過

### 1回目の上陸

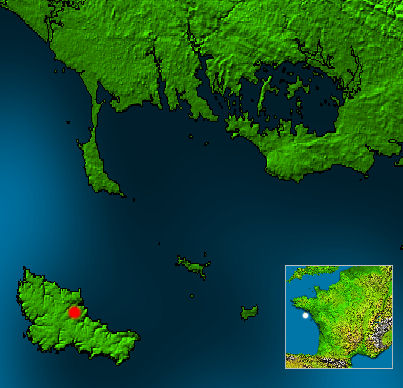
白点はフランスにおけるベル＝イルの位置、赤点はベル＝イルにおけるル・パレの位置を示す。

遠征軍はプリマスに集結すると、1761年3月29日に出港し、悪天候でベル＝イルに到着するまで7日かかった。島の南端を偵察した後、ジョン・クロフォード率いる軍勢はベル＝イルの南にあるポール・アンドロ（仏: Port Andro）での上陸を試みた。また北のほうでは2個大隊によるフェイントも行われた。
クロフォード軍は想定以上の抵抗を受けた。フランスは予め塹壕を掘って準備しており、そこからの銃撃でクロフォード軍は多くの死傷者を出した。擲弾兵部隊は近くの断崖を登ったが後続部隊がおらず、多くが殺されるか捕虜にされた。奇襲の効果が薄く、ほかにやれることも少ないことからクロフォードは船上へ撤退した。続いて激しい嵐がおこり、多くの上陸船が壊された。遠征軍の指揮官たちは偵察の後ピットに手紙を書き、さらなる襲撃が不可能であるとした。これにより遠征軍が帰還する可能性が増した。
攻撃は直接的にはイギリスとフランス政府を狼狽させた。フランス宮廷では和平交渉が進んでいたにもかかわらずピットが遠征を強行したことに激怒し、これを背信であるとした。イギリスでは遠征に反対した者が諦めて結果を受け入れたが、ピットは2回目の上陸を推進した。マルティニーク島侵攻に参加する予定だった軍隊輸送船はケッペルへの増援に転用された。ピットは今やベル＝イルの占領を戦争の主目的とした。

### 2回目の上陸

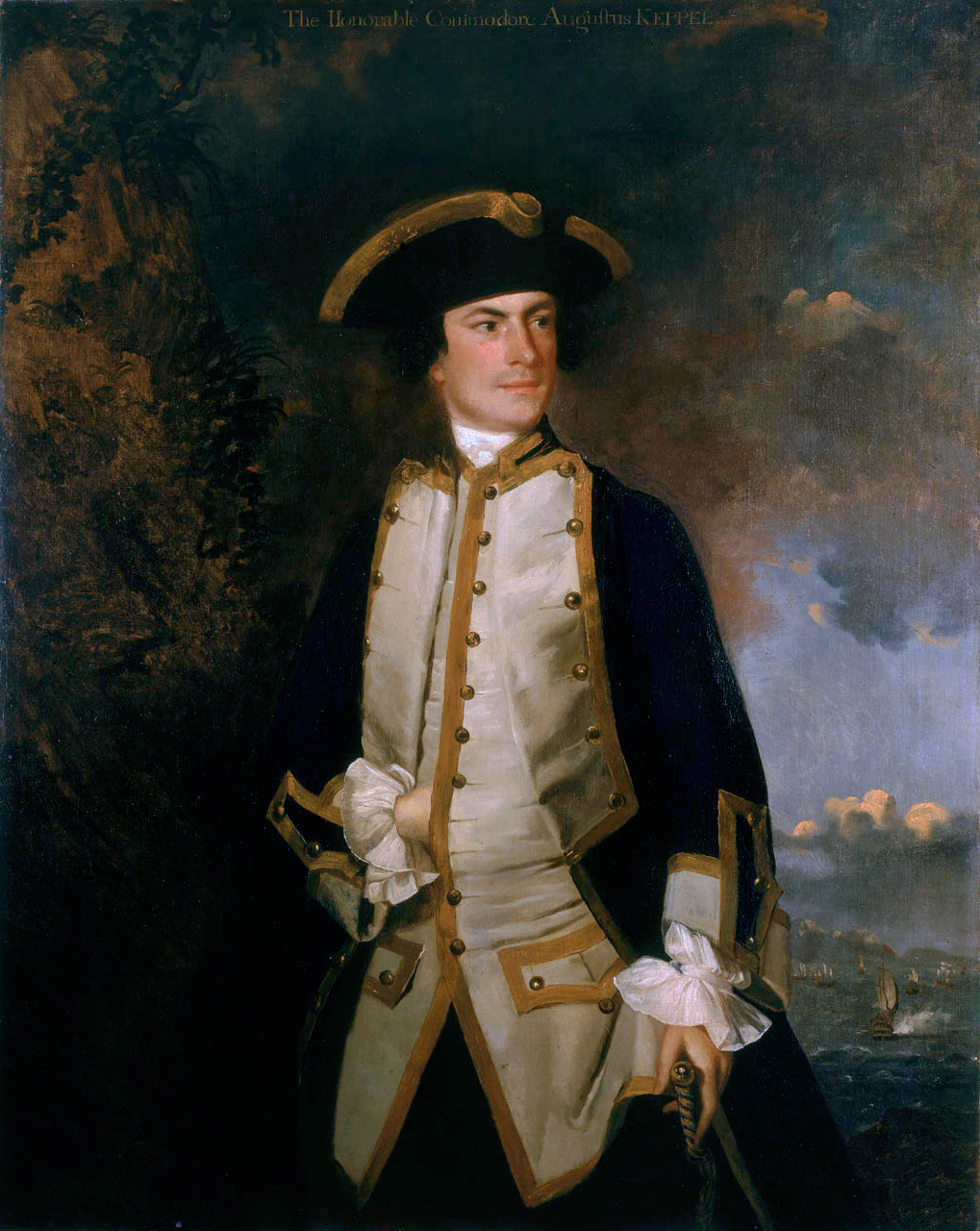
イギリス艦隊の指揮官オーガスタス・ケッペル

増援を受けたケッペルとホジソンは再度の上陸を計画した。島の守備を細かく精査した後、やはりポール・アンドロでの上陸が最も容易であるという結論が出た。今度は西のソーゾンと北のサント＝フォワと2つのフェイント攻撃を計画した。
4月22日、ジョン・クロフォード率いる上陸軍は再びポール・アンドロに上陸、やはり激しい抵抗を受け、ほどなくして手詰まりとなった。一方、ハミルトン・ランバート准将率いるサント＝フォワへのフェイント攻撃は意外にも抵抗を受けなかった。フランスは島の北部の断崖がイギリス軍の侵攻を防ぐと考えていたのだった。しかし、ランバートは登れると考え、それを実行して成功した。近くのフランス軍の反撃を受けたが、艦隊の援護もあって撃退している。
北部での攻撃が成功したので、クロフォードは自らの攻勢を放棄、船に乗って北部に向かってランバートに加勢した。イギリス軍の指揮官はさらなる増援を送って橋頭堡を確保、夜までにイギリス軍全軍が上陸した。予め準備した信号に従い、フランス軍と住民はル・パレの城塞に篭城、島の残りの部分を諦めた。

### 包囲戦
イギリス軍は今や無抵抗となった港から本国の補給を受け取り、ル・パレを包囲し始めた。フランス軍の指揮官ガエタン・グザヴィエ・ギレム・ド・パスカリス・サント＝クロワは包囲を引き延ばして本土からの救援軍に期待した。実際ブルターニュ地方総監のデギュイヨン公爵はヴァンヌで軍勢を集結したが、イギリスのフリゲートがフランス海岸を固く封鎖し、制海権を握っていたことで、その突破を無理と考えたフランス政府は逆にイギリスの襲撃を恐れヴァンヌの軍勢を内陸へ移動させた。
ロシュフォールとブレストでそれぞれ戦列艦7隻と8隻の艦隊が準備されたが、それがケッペルによるさらなる封鎖に遭い、出港のめどがたたなかった。1か月後の6月8日、サント＝クロワは救援軍が来ないと悟り、交渉ののち降伏した。篭城軍は武器と軍旗を持って城塞から出てロリアンに戻ることを許された。

## その後
フランスははじめ、イギリスに島を保持してもいいが、返しても見返りはないと主張した。しかし、ベル＝イルが私掠船とイギリス海軍の基地になりうることを知ると、その主張には現実味がないことがわかった。このため、2年後のパリ条約ではミノルカ島と交換での返還に応じた。
イギリスは1755年にアカディア全体を占領したが、そのとき強制退去されたアカディア人の一部がベル＝イルに辿り着いた。アカディア人はベル＝イルの状況に不満だったので、1785年までにその大半がスペイン領ルイジアナに移住した。